# Моряки Вселенной
Моряки Вселенной — научно-фантастическая повесть Бориса Анибала, впервые опубликованная а 1940 году.

## Сюжет
Главный герой советский инженер-конструктор Ракетостроя Иван Лукин открывает новое ракетное топливо гелиолин. Советское правительство через ТАСС информирует о планах межпланетном перелета Земля-Марс-Земля на звездолете "РС-7". Звездолет представлял собой синтез самолета и ракеты, поскольку до нижних слоев стратосферы он добирался как самолет, а далее включались ракетные двигатели. Выйдя в космос, моряки Вселенной (Лукин, Кедров и Малютин) оказались в состоянии невесомости. Путь до Красной Планеты занял пять дней. Путешественников на Марсе ждал оранжевый песок, чахлый кустарник, развалины неких сооружений и вполне пригодный для дыхания воздух. Земляне разбили лагерь и подняли советский флаг. Затем путешественники принимаются исследовать руины Мертвого Города, где в одном из центральных зданий они обнаруживают глобус Земли с изображением Атлантиды. Неведомый современным землянам остров покрывает Мадейру и Канарские острова. Путешественники обнаруживают скелеты человека и марсианина с большой головой. Из расшифрованного манускрипта становится ясно, что собой представляла марсианская цивилизация с каналами и подземными дворцами, населенными "железными рабами". Однако из текста земляне узнают, что марсиане погибли от страшной эпидемии. Возвратившись на Землю, путешественники летят в Москву, "сердце мира", где над башней Дворца Советов возвышался гигантский монумент Ленину.

## Издания
- Анибал Б. Моряки Вселенной // Знание — сила. — 1940. — № 1—5.
- Анибал Б. Моряки Вселенной (отрывок) // Уральский следопыт. — 1977. — № 8.
- Анибал Б. Моряки Вселенной. — Екатеринбург: Тардис, 2010. — 68 с. — 1300 экз. — ISBN 5-17-026357-6.